# Deurvastzetter

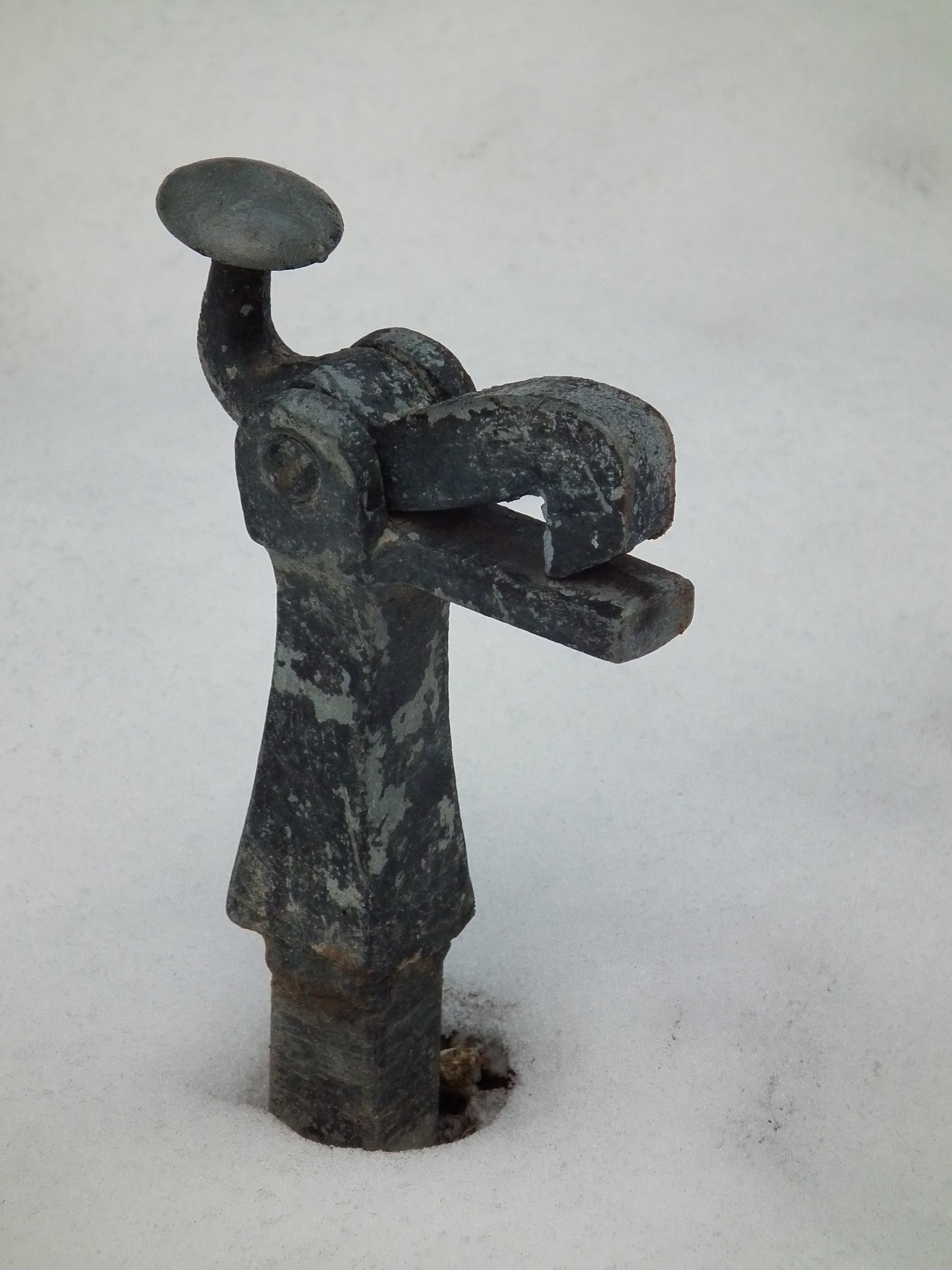

Een deurvastzetter is een apparaat dat dient om een open deur tijdelijk vast te zetten om dichtslaan, bijvoorbeeld tijdens windvlagen, te voorkomen.
De deurvastzetter is gewoonlijk van metaal, en vaak voorzien van een rubber voet.
Er zijn twee soorten in de handel:
- een met behulp van een veer inklapbare deurvastzetter
- een verticale deurvastzetter die met de hulp van de voet kan worden aangespannen en losgelaten. Deze heeft een cilinder waarin zich een veer bevindt.

Deze types kunnen de deur in een willekeurige stand vastzetten. Er zijn ook eenvoudiger producten die de deur slechts in één bestaande stand kunnen vastzetten, zoals een grote haak en een oog, of een vastzetter met vloerplaat, die een metalen haak bevat.
Een deurvastzetter moet niet worden verward met een deurstop.